# Xenos iviei
Xenos iviei (лат.) — вид веерокрылых насекомых рода Xenos из семейства Xenidae. Встречается в Северной Америке: St. Croix and St. Thomas, Виргинские острова. От близких видов отличаются следующими признаками: основание максилл примерно в два раза длиннее нижнечелюстных щупиков, голова только немного шире груди, общая длина тела около 3 мм, мандибулы по крайней мере в два раза длиннее максилл. Крылатые самцы на преимагинальной стадии и червеобразные безногие самки большую часть жизни проводят в теле общественных ос (Vespidae). Паразиты рода Polistes (вида Polistes crinitus). Вид был впервые описан в 1983 году японским энтомологом Teiji Kifune (Department of Parasitology, School of Medicine, Fukuoka University, Япония) по типовым материалам из острова Карибского бассейна.